# Scoey Mitchell
Scoey Mitchell (Newburgh, 12 marzo 1930 – Torrance, 19 marzo 2022) è stato un attore e personaggio televisivo statunitense.

## Biografia
Fu protagonista nella serie televisiva A piedi nudi nel parco, ebbe un ruolo ricorrente in Rhoda e apparve frequentemente nel quiz show Match Game.

## Filmografia
- What's It All About, World? – serie TV, 1 episodio (1969)
- Quella strana ragazza (That Girl) – serie TV, 1 episodio (1969)
- Arrivano le spose (Here Come the Brides) – serie TV, 1 episodio (1969)
- The Mothers-In-Law – serie TV, 1 episodio (1969)
- A piedi nudi nel parco (Barefoot in the Park) – serie TV, 12 episodi (1970)
- La strana coppia (The Odd Couple) – serie TV, 1 episodio (1972)
- Cops, regia di Jerry Belson – film TV (1973)
- Voyage of the Yes, regia di Lee H. Katzin – film TV (1973)
- Rhoda – serie TV, 9 episodi (1974-1976)
- L'uomo da sei milioni di dollari (The Six Million Dollar Man) – serie TV, 1 episodio (1974)
- Sulle strade della California (Police Story) – serie TV, 2 episodi (1975)
- Joe Forrester – serie TV, 1 episodio (1975)
- Doc – serie TV, 1 episodio (1976)
- Baretta – serie TV, 2 episodi (1977-1978)
- Taxi – serie TV, 1 episodio (1978)
- Cindy, regia di William A. Graham – film TV (1978)
- A New Kind of Family – serie TV, 1 episodio (1979)
- Stockard Channing in Just Friends – serie TV, 1 episodio (1979)
- Lou Grant – serie TV, 1 episodio (1979)
- Handsome Harry's, regia di Bill Foster – film TV (1985)
- Gus Brown and Midnight Brewster, regia di James Fargo – film TV (1985)
- Me & Mrs. C. – serie TV, 2 episodi (1986)
- Jo Jo Dancer, Your Life Is Calling, regia di Richard Pryor (1986)
- Miracle at Beekman's Place, regia di Bernard L. Kowalski – film TV (1988)